# Борасея
Борасея (порт. Boracéia) — муниципалитет в Бразилии, входит в штат Сан-Паулу. Составная часть мезорегиона Бауру. Входит в экономико-статистический микрорегион Жау. Население составляет 3945 человек на 2006 год. Занимает площадь 120,796 км². Плотность населения — 32,7 чел./км².

## История
Город основан 8 февраля 1959 года.

## Статистика
- Валовой внутренний продукт на 2003 составляет 81 170 009,00 реалов (данные: Бразильский институт географии и статистики).
- Валовой внутренний продукт на душу населения на 2003 составляет 21 077,65 реалов (данные: Бразильский институт географии и статистики).
- Индекс развития человеческого потенциала на 2000 составляет 0,783 (данные: Программа развития ООН).